# Mac OS X Public Beta
Mac OS X Public Beta – wczesna, publiczna wersja beta systemu operacyjnego OS X. Wersja została przedstawiona 13 września 2000 i kosztowała 29,95 $.
Użytkownicy korzystający z tej wersji mogli z niej korzystać do wiosny 2001, kiedy system stracił większość swoich funkcji.